# Humongous Entertainment
Humongous Entertainment (kurz HE) war ein US-amerikanischer Computerspielentwickler und wurde 1992 von Shelley Day und Ron Gilbert gegründet. Die Firma wurde vor allem durch die Entwicklung von Adventures für Kinder bekannt, wie beispielsweise die Fritzi-Fisch-Reihe. Bei den meisten Spielen wurde zur Erstellung das von Ron Gilbert ursprünglich für LucasArts entwickelte SCUMM-System eingesetzt.

## Geschichte
Humongous Entertainment wurde im Juli 1996 von dem Videospiel-Publisher GT Interactive durch einen Aktientausch im Wert von 76 Millionen US-Dollar übernommen.
1997 wurde eine Abteilung namens Cavedog Entertainment gegründet, um Mainstream-Computerspiele für Erwachsene produzieren zu können, ohne mit dem Image von Humongous zu kollidieren. Im selben Jahr wurde das von Cavedog entwickelte, vielfach preisgekrönte Echtzeit-Strategiespiel Total Annihilation veröffentlicht. Der mit Software für Kinder erzielte Umsatz von Humongous verdoppelte sich 1997 auf 20 Millionen Dollar und das Unternehmen gehörte damit zu den Top 5 der Entwickler in diesem Segment. Unter den in diesem Jahr veröffentlichten Spielen waren Spy Fox und Big Thinkers, das erste Lernspiel von Humongous. Außerdem begann das Unternehmen, Stofftiere, Textilien und andere Produkte auf Basis der bekanntesten Charaktere seiner Spiele zu vermarkten und eine Trickfilmserie zu entwickeln.
Im Jahr 1998 schloss Humongous eine fünfjährige Partnerschaft mit Nickelodeon zur Produktion und Veröffentlichung von CD-ROM-Titeln auf Basis der Vorschulkinder-Fernsehserie Blue’s Clues – Blau und schlau und veröffentlichte noch im selben Jahr Blue’s ABC Time Activities und Blue’s Birthday Adventure. Ein Jahr später folgten Blue’s 123 Activities und Blue’s Treasure Hunt.
Am 17. April 2014 veröffentlichte Humongous Entertainment mit Freddi Fish and The Case of the Missing Kelp Seeds, Pajama Sam: No Need to Hide When It's Dark Outside, Spy Fox in „Dry Cereal“, Putt-Putt and Pep's Balloon-o-Rama, Freddi Fish and Luther's Maze Madness, MoonBase Commander und Putt-Putt Joins the Parade eine Reihe von Spielen auf der Internet-Vertriebsplattform Steam.